# Roelof de Vries
Roelof Durk de Vries (Koudum, 17 april 1979) is een Nederlands journalist.

## Carrière
Na zijn studie journalistiek aan de Hogeschool Windesheim werkte De Vries voor de Nieuwe Revu, de Twentsche Courant Tubantia en de gratis krant DAG. Daarnaast schreef hij boeken over het levenslied, de geschiedenis van de Nederlandse porno-industrie en het ter ziele gegane dagblad DAG. 
In 2009 ging hij aan de slag voor de NCRV op NPO Radio 1. In 2012 stapte hij over naar BNN, waar hij voor het NPO Radio 1 avondprogramma BNN Today werkte.
Als Roelof van de redactie presenteerde hij op NPO Radio 1 in De Nieuws BV onder andere de satirische rubrieken Achter het nieuws, de Zaagmansquiz en met Marcel van Roosmalen Radio voor de Gewone Man. Vanaf februari 2019 presenteerde hij op NPO Radio 1 de dagelijkse rubriek BNN-VARA Sport Combinatie. Ook was hij invalpresentator voor De Nieuws BV en het interviewprogramma De overnachting. Daarnaast presenteerde hij iedere zaterdag op zondagnacht De Zes Ogen van de Fries.  
Samen met Van Roosmalen en Noortje Veldhuizen presenteerde hij ook de podcast De Krokante Leesmap, waarin de tijdschriften van die week worden besproken. Sinds 2021 werken hij en zijn medepresentatoren voor bij Podimo. Daar maken ze de podcast Radio Romano die grofweg het zelfde format heeft als De Krokante Leesmap.
In 2015 werd hij genomineerd voor een Marconi Award in de categorie Aanstormend talent. In december 2017 was hij naast Paul de Leeuw co-presentator van het televisieprogramma De Leeuw Tuigt Af.
De Vries won in augustus 2018 het zomerseizoen van het televisieprogramma De Slimste Mens door in de finale Anne Fleur Dekker en Philip Huff te verslaan. In het vijfentwintigste jubileumseizoen (‘De Slimste der Slimsten’) reikte hij tot de achtste finale. 
In mei 2024 was de Vries samen met Morad El Ouakili twee weken lang op NPO Radio 2 te horen als invaller voor Jeroen Kijk in de Vegte en Jan-Willem Roodbeen in de dagelijkse ochtendshow Jan-Willem Start Op!. Op 8 juli 2024 maakten NPO Radio 2 en BNNVARA bekend dat de Vries wederom als vervanger te horen was in dit programma, dit maal samen met Giel Beelen en van 22 juli t/m 23 augustus 2024. Vanaf 2025 vervangt hij het programma samen met Daniël Lippens.